# Cindy Bishop
Cindy Carmen Burbridge-Bishop, conosciuta anche con il suo nome thai, Sirinya Winsiri (thai: สิรินยา วินศิริ; Pattaya, 30 dicembre 1978), è una modella, attrice e conduttrice televisiva thailandese con cittadinanza statunitense, rappresentante della Thailandia al concorso di bellezza Miss Mondo 1996, tenutosi a Bangalore, in India.

## Biografia
Cindy è nata come Sirinya Winsiri il 30 dicembre 1978, a Pattaya, Bang Lamung, Chonburi da padre americano, William Burbridge e madre thai-indiana-britannica, Patricia. Si è laureata presso l'Università di Bangkok in relazioni pubbliche. Ha aperto un ristorante giapponese a Bangkok, l'Ikkyu-una con il suo fidanzato di lunga data, l'attore Byron Bishop, che sposò nel luglio 2005.

## Carriera
All'età di 5 anni, Bishop ha iniziato a lavorare come modella bambina per degli spot pubblicitari, in particolare per un negozio di equipaggiamento sportivo per tuffatori.
Nel 1996, la modella ha vinto il concorso nazionale Miss Mondo Thailandia, che l'ha portata a rappresentare la Thailandia nel concorso globale Miss Mondo 1996, tenutosi in India, a Bangalore, sebbene non sia riuscita a classificarsi per le semifinali.
Dopo il concorso, entrò nel mondo dello spettacolo, diventando una modella per marche come Chanel, Celine, Lux, Lavenus, Gucci, Fendi, Mazda, Orologi Omega e Nescafé. Ha anche lavorato come video jockey per il canale V International. La sua carriera come attrice iniziò nel 2000 quando fu chiamata a lavorare nella serie televisiva Smash Hits.
La modella ha recitato anche come attrice al cinema, in pellicole come The King Maker, grazie alla quale è stata nominata come Miglior Attrice di Supporto ai thailandesi Suphanahong Awards del 2005, e Chiudi gli occhi (2016). Oltre al cinema, ha recitato anche in diverse serie televisive nazionali, soprattutto adattamenti thailandesi di serie americane, come Gossip Girl: Thailand nel ruolo di Lily Wijitranukul, The O.C. Thailand, Clueless e From Dreams to Eternity.
Nel 2016, la modella è stata scelta come conduttrice della quarta edizione di Asia's Next Top Model, ruolo che ha ripreso anche nella quinta edizione del 2017. Nello stesso anno, ha anche condotto come ospite due episodi della dodicesima edizione di Britain's Next Top Model.